# Кирби, Люк
Люк Кирби (Кёрби) (англ. Luke Kirby; род. 29 июня 1978) — канадско-американский актёр. Лауреат премии «Эмми».

## Личная жизнь
Кирби родился в Гамильтоне, Онтарио, в семье американских эмигрантов, переехавших в Канаду из Нью-Йорка в 1974 году. Он изучал драму в Национальной театральной школы Канады, которую окончил в 2000 году.

## Карьера
Дебютной ролью Кирби стала роль в телевизионном фильме 2001 года «Тихая гавань», после чего, в том же году, он имел небольшую роль в подростковой драме Леи Пул «Вас не догонят». Он появился в слэшере 2002 года «Хэллоуин: Воскрешение», а год спустя исполнил главную роль в комедийной драме «Мамбо Итальяно», за которую был номинирован на Канадскую комедийную премию.
Кирби появлялся с гостевыми ролями в сериалах «Закон и порядок», «Элементарно», «В поле зрения» и «Хорошая жена», а также имел постоянные роли в сериалах «Исправлять ошибки» и «Клуб жён астронавтов». Он получил положительные отзывы критиков за роли в фильмах «Любит / Не любит» и «Самаритянин».
Начиная с 2017 года, Кирби с повторяющейся ролью комика Ленни Брюса появляется в сериале «Удивительная миссис Мейзел», в 2019 году принёсшую ему премию «Эмми» за лучшую гостевую роль в комедийном сериале. С 2018 по 2019 год он имел регулярную роль в телесериале «Двойка», а также гостевые роли в сериалах «Сумеречная зона» и «Городские истории».

## Фильмография

### Кино
| Год  | Русское название            | Оригинальное название         | Роль               | Примечания             |
| ---- | --------------------------- | ----------------------------- | ------------------ | ---------------------- |
| 2001 | Вас не догонят              | Lost and Delirious            | Джейк Холландер    |                        |
| 2002 | Хэллоуин: Воскрешение       | Halloween: Resurrection       | Джим               |                        |
| 2003 | Мамбо Итальяно              | Mambo Italiano                | Анджело Барберини  |                        |
| 2003 | Афера Стивена Гласса        | Shattered Glass               | Роб Груэн          |                        |
| 2003 | Счастливчик                 | Luck                          | Шейн Брэдли        |                        |
| 2004 | Теория соблазна             | Window Theory                 | Брэд               |                        |
| 2004 |                             | The Human Kazoo               | Захария            | Короткометражный фильм |
| 2005 | Триумф                      | The Greatest Game Ever Played | Фрэнк Хойт         |                        |
| 2007 | Скачки                      | All Hat                       | Рэй Доукс          |                        |
| 2007 | Каменный ангел              | The Stone Angel               | Лео                |                        |
| 2009 | Временно беременна          | Labor Pains                   | Ник                |                        |
| 2011 | Любит / Не любит            | Take This Waltz               | Дэниел             |                        |
| 2012 | Самаритянин                 | The Samaritan                 | Итан               |                        |
| 2013 | Империя грязи               | Empire of Dirt                | Расселл            |                        |
| 2015 | Прикосновение огнём         | Touched with Fire             | Марко              |                        |
| 2017 | Собачья жизнь               | A Dog's Purpose               | Джим Монтгомери    |                        |
| 2017 | Другая сторона свадьбы      | Another Kind of Wedding       | Миша               |                        |
| 2018 | Лесок                       | Little Woods                  | Билл               |                        |
| 2019 | Стекло                      | Glass                         | Пирс               |                        |
| 2020 | Перси                       | Percy                         | Питер Шмайзер      |                        |
| 2021 | Охотник за разумом. Схватка | No Man of God                 | Тед Банди          |                        |
| 2022 | Тёмная жатва                | Dark Harvest                  | офицер Джерри Рикс |                        |

### Телевидение
| Год         | Русское название                      | Оригинальное название             | Роль                    | Примечания                                   |
| ----------- | ------------------------------------- | --------------------------------- | ----------------------- | -------------------------------------------- |
| 2001        | Тихая гавань                          | Haven                             | Дэвид Вейнцвейг         | Телевизионный фильм                          |
| 2003—2005   | Пращи и стрелы                        | Slings and Arrows                 | Джек Крю                | Повторяющася роль, 7 эпизодов                |
| 2004        | Секс-трафик                           | Sex Traffic                       | Каллум Тейт             | Мини-сериал, 2 эпизода                       |
| 2005        | Одиннадцатый час                      | The Eleventh Hour                 | Джош Кейси              | Эпизод: «Hit Delete»                         |
| 2005        | Это я, Джеральд                       | It's Me...Gerald                  | доктор Дэн              | Эпизод: «How Do You Know You've Hit Bottom?» |
| 2006        | Северный город                        | Northern Town                     | Брайан                  | Неизвестные эпизоды                          |
| 2007        | Скажи мне, что любишь меня            | Tell Me You Love Me               | Хьюго                   | Повторяющаяся роль, 8 эпизодов               |
| 2009        | Горячая точка                         | Flashpoint                        | Эван Хьюсон             | Эпизод: «Last Dance»                         |
| 2009        | Закон и порядок                       | Law & Order                       | Бобби Амато             | Эпизод: «The Drowned and the Saved»          |
| 2009        | Закон и порядок: Преступное намерение | Law & Order: Criminal Intent      | Андре Хаслам            | Эпизод: «Folie a Deux»                       |
| 2009—2010   | Бей и жги                             | Cra$h & Burn                      | Джимми Бёрн             | Постоянная роль, 13 эпизодов                 |
| 2012        | Элементарно                           | Elementary                        | Аарон Уорд              | Эпизод: «The Rat Race»                       |
| 2012—2018   | Закон и порядок: Специальный корпус   | Law & Order: Special Victims Unit | разные роли             | Гостевые роли, 2 эпизода                     |
| 2012—2014   | Дело Дойлов                           | Republic of Doyle                 | Клайд Коули             | Гостевая роль, 2 эпизода                     |
| 2013        | В поле зрения                         | Person of Interest                | Крис Бекнер             | Эпизод: «2 Pi R»                             |
| 2013—2016   | Исправлять ошибки                     | Rectify                           | Джон Стерн              | Постоянная роль, 26 эпизодов                 |
| 2013        | Голубая кровь                         | Blue Bloods                       | детектив Вульф Лэндсмэн | Эпизод: «Men in Black»                       |
| 2015        | Покажите мне героя                    | Show Me a Hero                    | Эдвин Э. Макэмис        | Мини-сериал, 2 эпизода                       |
| 2015        | Клуб жён астронавтов                  | The Astronaut Wives Club          | Марк Каплан             | Постоянная роль, 10 эпизодов                 |
| 2015        | Хорошая жена                          | The Good Wife                     | Гарри Макграт           | Эпизод: «Cooked»                             |
| 2017 — 2023 | Удивительная миссис Мейзел            | The Marvelous Mrs. Maisel         | Ленни Брюс              | Повторяющаяся роль, 9 эпизодов               |
| 2017        | Хорошая борьба                        | The Good Fight                    | Гарри Макграт           | Эпизод: «Self Condemned»                     |
| 2017        | Булл                                  | Bull                              | Гарри Кемп              | Эпизод: «Dirty Little Secrets»               |
| 2018—2019   | Двойка                                | The Deuce                         | Джин Голдман            | Регулярная роль, 19 эпизодов                 |
| 2018        | Сожалею о вашей утрате                | Sorry for Your Loss               | Трипп                   | Эпизод: «Welcome To Palm Springs»            |
| 2019        | Сумеречная зона                       | The Twilight Zone                 | Дилан                   | Эпизод: «Not All Men»                        |
| 2019        | Городские истории                     | Tales of the City                 | Томми                   | Эпизод: «Days of Small Surrenders»           |
| 2025        | Этуаль                                | Étoile                            | Джек                    | Регулярная роль, 8 эпизодов                  |

## Награды и номинации
| Год  | Ассоциация                  | Категория                                                                    | Работа                     | Результат |
| ---- | --------------------------- | ---------------------------------------------------------------------------- | -------------------------- | --------- |
| 2004 | Канадская комедийная премия | Лучшая мужская роль в фильме                                                 | Мамбо Итальяно             | Номинация |
| 2005 | Премия «Джемини»            | Лучшая мужская роль второго плана в драматической программе или мини-сериале | Секс-трафик                | Номинация |
| 2005 | Премия «Джемини»            | Лучшая гостевая роль в драматическом сериале                                 | Одиннадцатый час           | Номинация |
| 2010 | Премия «Джемини»            | Лучшая мужская роль в драматическом сериале                                  | Бей и жги                  | Номинация |
| 2013 | Премия «ACTRA»              | Лучшая мужская роль                                                          | Самаритянин                | Номинация |
| 2019 | Прайм-тайм премия «Эмми»    | Лучший приглашённый актёр в комедийном телесериале                           | Удивительная миссис Мейзел | Победа    |
| 2019 | Премия «Gold Derby»         | Лучший приглашённый актёр в комедийном сериале                               | Удивительная миссис Мейзел | Номинация |
| 2019 | Премия «Gold Derby»         | Лучший приглашённый актёр в комедийном сериале за десятилетие                | Удивительная миссис Мейзел | Номинация |